# 남성전용 주차공간

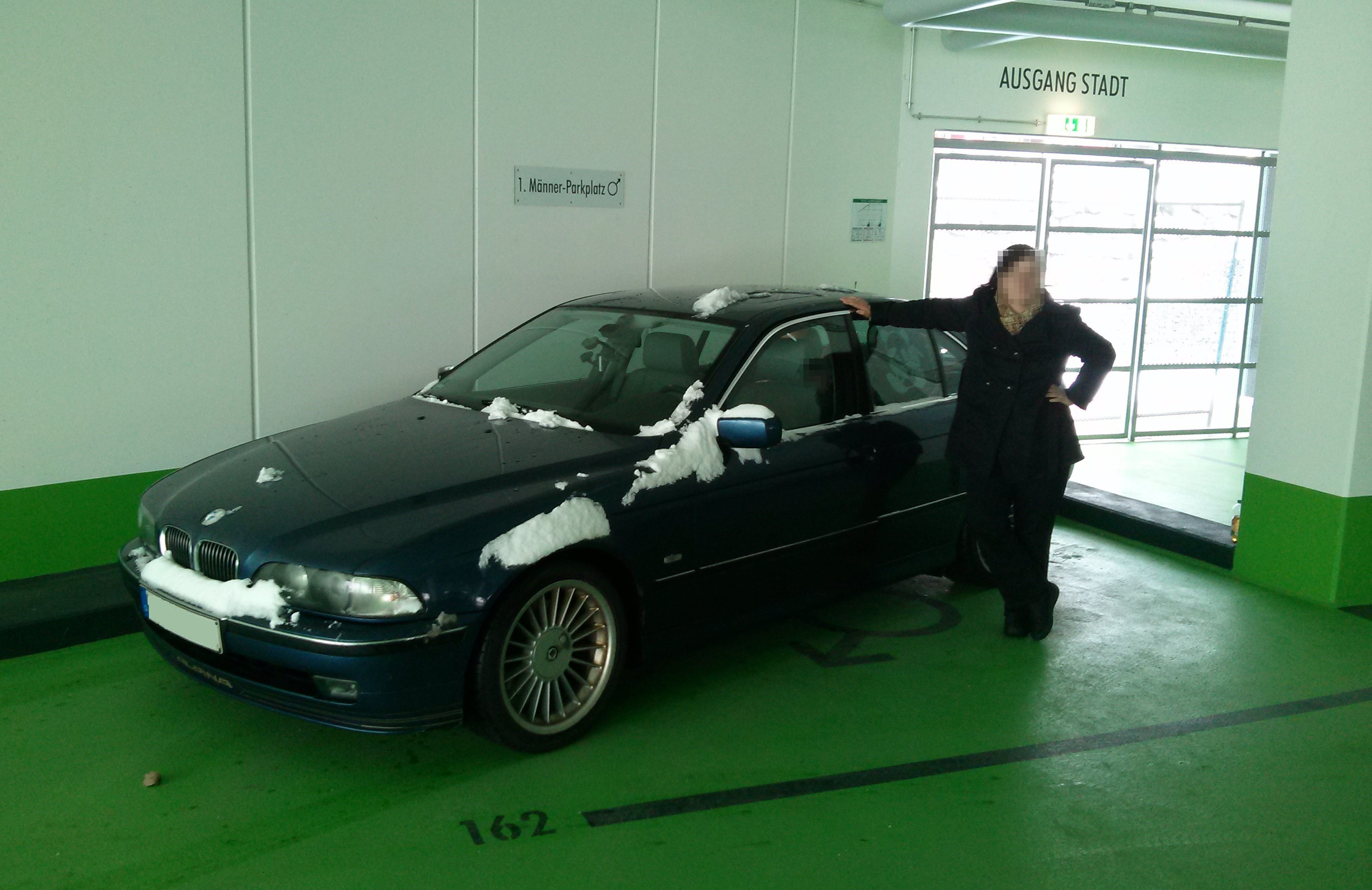
트리베르크의 남성 주차 공간에 주차하는 여성(차량 뒤에 '남성 주차 공간' 표지판이 있다.)

남성전용 주차공간(男性專用駐車空間, Men's parking spaces)은 여성 주차 공간의 반대어이다. 일반적으로 풍자에서만 언급되는 2012년 7월 독일의 슈바르츠발트에 있는 트리베르크에 남성전용 주차공간이 문을 열었다. 미숙한 운전자들에게 특정한 도전을 제시하는 실용적인 농담으로 계획된 그들은 정치적 올바름과 성공적인 도시 마케팅의 아이디어를 조명하는 유머의 조합으로 전 세계 언론의 관심을 불러일으켰다.